# Mirza Faradj Rzayev
Mirza Faradj Rzayev (en azéri : Mirzə Fərəc Rza oğlu Rzayev), né le 15 mars 1847 à Bakou et mort le 27 mars 1927 dans la même ville, est un joueur de tar, l’un des représentants éminents de l’école de mugham en Azerbaïdjan.

## Carrière
À partir de 1886 Mirza Faradj Rza oghlu Rzayev joue du tar dans des pièces de théâtre et plus tard des opéras à Bakou, et accompagne Jabbar Garyaghdioglu, Kechachioghlu Muhammed et d'autres chanteurs dans Nuits orientales et Concerts orientaux. Après la création de la RSS d'Azerbaïdjan, il enseigne le mugham au Conservatoire public (1920) et au Collège de musique (1922-1926). Il organise un club de tar (1923) dans le cadre du Club des travailleurs à Bakou. En 1925, sous la direction d'Uzeyir Hadjibeyov, Mirza Faradj  participe au développement du premier programme d'enseignement du mugam et devient membre de la Commission de Mugham.
Son fils, Ismail Rzayev, est un interprète de chansons folkloriques sur tar dans les années 1930-1940 ; sa petite-fille, Aghabadji Rzayeva (1912-1975), est compositrice.